# کلودیا چرچ
کلودیا چرچ (انگلیسی: Claudia Church؛ زادهٔ ۱۲ ژانویهٔ ۱۹۶۲) یک موسیقی‌دان اهل ایالات متحده آمریکا است. وی از سال ۱۹۹۸ میلادی تاکنون مشغول فعالیت بوده‌است. کلودیا دومین دختر کلود و لوسیل چرچ است. پدرش یک عضو ارتش آمریکا بود. بعد از فارغ التحصیلی او به برای ادامه دادن شغل مدلینگ و کالج اش به دالاس نقل مکان کرد.
از فیلم‌ها یا برنامه‌های تلویزیونی که وی در آن نقش داشته است می‌توان به اسیر اشاره کرد.